# Anke Piper
Anke Piper (* 12. März 1972) ist eine ehemalige deutsche Wasserspringerin. Sie sprang im 10-m-Turmspringen und mit Ute Wetzig im 10-m-Synchronspringen. Ihr Heimverein ist der Berliner TSC, trainiert wurde sie unter anderem von Lutz Buschkow. Zwischen 1997 und 2002 wurde Piper dreimal Europameisterin.
Sie begann ihre Laufbahn im Alter von 15 Jahren. Nachdem der sportliche Erfolg zunächst ausblieb, sie verpasste unter anderem die Qualifikation zu den Olympischen Spielen 1992 in Barcelona, und sie immer wieder mit gesundheitlichen Problemen zu kämpfen hatte, beendete sie 1993 ihre Karriere, kam aber zwei Jahre später zurück. Im neu eingeführten Synchronspringen bildete sie mit Ute Wetzig ein Duo und feierte mit ihr zusammen schließlich auch ihre ersten großen Erfolge. Bei der Europameisterschaft 1997 in Sevilla und 2000 in Helsinki gewann das Duo jeweils Gold, 1999 in Istanbul Silber. Bei der Weltmeisterschaft 1998 in Perth erreichte man zudem Rang fünf. Ihr größter Erfolg im Einzel gelang ihr bei der Heimeuropameisterschaft 2002 in Berlin. Sie siegte überraschend vom Turm. Maßgeblich für diesen Erfolgs war ihr hoher Gesamtschwierigkeitsgrad. Sie zeigte unter anderem einen doppelten Rückwärtssalto mit anderthalb Schrauben aus dem Handstand, ein Sprung, der bis dahin als reiner Männersprung galt. Nachdem Piper im Jahr 2004, diesmal aus Verletzungsgründen, auch im vierten Anlauf die Olympischen Spiele verpasste, beendete sie ihre Karriere.
Piper blieb dem Wasserspringen jedoch treu. Heute ist die gelernte Rechtsanwaltgehilfin als offizielle FINA-Kampfrichterin aktiv. Bei der Sommer-Universiade 2011 fungierte sie als Betreuerin der deutschen Wasserspringer-Mannschaft.